# Oberstaufen Cup 1995
L'Oberstaufen Cup 1995 è stato un torneo di tennis facente parte della categoria ATP Challenger Series nell'ambito dell'ATP Challenger Series 1995. Il torneo si è giocato a Oberstaufen in Germania dal 17 al 23 luglio 1995 su campi in terra rossa.

## Vincitori

### Singolare
Carlos Moyá ha battuto in finale  Jiří Novák con il punteggio di 6–3, 6–4

### Doppio
Tomáš Krupa /  Jiří Novák hanno battuto in finale  Lorenzo Manta /  Patrick Mohr con il punteggio di 4–6, 6–4, 6–3